# Europese kampioenschappen badminton 1996
De 15e editie van het Europees kampioenschap badminton werd georganiseerd door de Deense stad Herning. Het toernooi duurde 8 dagen, van 13 april 1996 tot en met 20 april 1996.

## Medaillewinnaars
| Onderdeel      | 1e plaats                               | 2e plaats                      | 3e plaats                         |
| -------------- | --------------------------------------- | ------------------------------ | --------------------------------- |
| Mannen enkel   | Poul-Erik Høyer Larsen                  | Peter Rasmussen                | Jesper Olsson                     |
| Mannen enkel   | Poul-Erik Høyer Larsen                  | Peter Rasmussen                | Jeroen van Dijk                   |
| Vrouwen enkel  | Camilla Martin                          | Marina Yakusheva               | Christine Magnusson               |
| Vrouwen enkel  | Camilla Martin                          | Marina Yakusheva               | Anne Sondergaard                  |
| Mannen dubbel  | Jon Holst Christensen Thomas Lund       | Michael Søgaard Henrik Svarrer | Chris Hunt Simon Archer           |
| Mannen dubbel  | Jon Holst Christensen Thomas Lund       | Michael Søgaard Henrik Svarrer | Pär-Gunnar Jonsson Peter Axelsson |
| Vrouwen dubbel | Lisbeth Stuer-Lauridsen Marlene Thomsen | Rikke Olsen Helene Kirkegaard  | Julie Bradbury Joanne Wright      |
| Vrouwen dubbel | Lisbeth Stuer-Lauridsen Marlene Thomsen | Rikke Olsen Helene Kirkegaard  | Katrin Schmidt Kerstin Ubben      |
| Gemengd dubbel | Michael Søgaard Rikke Olsen             | Simon Archer Joanne Goode      | Michael Keck Karen Stechmann      |
| Gemengd dubbel | Michael Søgaard Rikke Olsen             | Simon Archer Joanne Goode      | Ron Michels Erica van den Heuvel  |
| Landen         | Denemarken                              | Zweden                         | Engeland                          |

## Medailletabel
| Plaats | Land       | Goud | Zilver | Brons | Totaal |
| 1      | Denemarken | 6    | 3      | 1     | 10     |
| 2      | Engeland   | 0    | 1      | 3     | 4      |
| 2      | Zweden     | 0    | 1      | 3     | 4      |
| 4      | Rusland    | 0    | 1      | 0     | 1      |
| 5      | Duitsland  | 0    | 0      | 2     | 2      |
| 5      | Nederland  | 0    | 0      | 2     | 2      |
| Totaal | Totaal     | 6    | 6      | 11    | 23     |